# Teplizumab
Teplizumab (còn được gọi là PRV-031; trước đây còn được gọi là MGA031 và hOKT3γ1 (Ala-Ala)) là một kháng thể đơn dòng chống CD3 được nhân cách hóa đang được đánh giá để điều trị và phòng ngừa bệnh đái tháo đường týp 1 (T1) công ty dược phẩm sinh học Provection Bio.  Teplizumab cũng đã được đánh giá để điều trị thải ghép thận, cho liệu pháp cảm ứng ở những người nhận ghép đảo và điều trị viêm khớp vẩy nến.
Vùng Fc của kháng thể này đã được thiết kế để có các thuộc tính không liên kết với thụ thể Fc (FNB). Các cơ chế hoạt động của teplizumab dường như liên quan đến hoạt động chủ vận yếu trong việc truyền tín hiệu thông qua phức hợp thụ thể tế bào T-CD3 liên quan đến sự phát triển của dị ứng, không đáp ứng và/hoặc apoptosis, đặc biệt là các tế bào Teff được kích hoạt không mong muốn. Ngoài ra, các cytokine điều hòa được giải phóng và các tế bào T điều tiết được mở rộng có thể dẫn đến việc thiết lập lại khả năng miễn dịch 
Kháng thể này đã được sử dụng trong các thử nghiệm lâm sàng với mục đích bảo vệ các tế bào β còn lại ở bệnh nhân đái tháo đường týp 1 mới được chẩn đoán. Các chất điều hòa miễn dịch như kháng thể kháng CD3 có thể khôi phục kiểm soát glucose bình thường nếu được cung cấp ở giai đoạn rất sớm của bệnh, khi vẫn còn các tế bào beta.
Teplizumab ban đầu được phát triển tại Đại học Columbia, và sau đó được phát triển thêm tại MacroGenics, Inc., bao gồm sự hợp tác với Eli Lilly để tiến hành thử nghiệm lâm sàng giai đoạn 3 đầu tiên trong bệnh tiểu đường loại 1 khởi phát. Sau khi thử nghiệm giai đoạn 3 ban đầu được thực hiện bởi Macrogenics không đáp ứng được điểm cuối chính , thuốc đã được Provention Bio mua lại, nó đã khởi động lại sự phát triển dựa trên phân tích tập hợp con của các thử nghiệm ban đầu.
Một nghiên cứu giai đoạn 2 tiếp theo cho thấy teplizumab có thể trì hoãn sự phát triển của bệnh tiểu đường ở những người mắc bệnh tiểu đường loại I có dấu hiệu tiến triển thành bệnh tiểu đường khoảng hai năm sau một lần điều trị, đổi mới việc sử dụng nó như một biện pháp phòng ngừa thay vì điều trị bệnh nhân nguy cơ cao.